# Guitar Town
Guitar Town è il primo album in studio del cantautore statunitense Steve Earle, pubblicato nel 1986.

## Tracce
Tutte le tracce sono state scritte da Steve Earle, eccetto dove indicato.
1. Guitar Town – 2:33
2. Goodbye's All We've Got Left – 3:16
3. Hillbilly Highway (Earle, Jimbeau Hinson) – 3:38
4. Good Ol' Boy (Gettin' Tough) (Earle, Richard Bennett) – 3:58
5. My Old Friend the Blues – 3:07
6. Someday – 3:46
7. Think It Over (Bennett, Earle) – 2:13
8. Fearless Heart – 4:04
9. Little Rock 'n' Roller – 4:49
10. Down the Road (Tony Brown, Earle, Hinson) – 2:37